# Paweł Kruhlik
Paweł Kruhlik (ur. 25 sierpnia 1983 w Legnicy) – polski lekkoatleta, trójskoczek, sześciokrotny mistrz Polski. Zawodnik AZS AWF Wrocław. 

## Najważniejsze osiągnięcia
- mistrz Polski - 2007, 2008, 2009
- halowy mistrz Polski - 2006, 2007, 2008

Reprezentował Polskę podczas Superligi Drużynowych Mistrzostw Europy – zajął 10. miejsce z wynikiem 15,99 m.

## Rekordy życiowe
Na stadionie
- trójskok – 16,96 m (2 czerwca 2007, Biała Podlaska) – 9. wynik w historii polskiej lekkoatletyki[1]

W hali
- trójskok – 16,75 m (2007)